# Zapadni Mojstir
Zapadni Mojstir (Servisch cyrillisch Западни Мојстир) is een plaats in de Servische gemeente Tutin. De plaats telt 505 inwoners (2002).